# Hrabstwo Knox (Teksas)

Piramida wieku hrabstwa

Hrabstwo Knox – hrabstwo położone w USA, w stanie Teksas. Utworzone w 1858 r. Według spisu w 2020 roku liczyło 3353 mieszkańców. Siedzibą hrabstwa jest miasteczko Benjamin, a największą miejscowością Munday. Inne miejscowości, to: Knox City, Goree i Rhineland. Hrabstwo przecinają rzeki Brazos i South Wichita, większość północnej granicy wyznacza North Wichita.

## Sąsiednie hrabstwa
- Hrabstwo Foard (północ)
- Hrabstwo Baylor (wschód)
- Hrabstwo Haskell (południe)
- Hrabstwo King (zachód)
- Hrabstwo Stonewall (południowy zachód)
- Hrabstwo Throckmorton (południowy wschód)

## Gospodarka
Gospodarka hrabstwa opiera się na rolnictwie, gdzie 67% areału zajmują pastwiska i 32% obszary uprawne. Uprawia się głównie pszenicę, ale także bawełnę, guar, sezam i owies, podczas gdy w hodowli dominują owce i krowy (21,1 tys. – 2022). Niewielką rolę w gospodarce odgrywa wydobycie ropy naftowej. 

## Demografia
Mieszkańcy deklarują głównie pochodzenie meksykańskie (30,8%), niemieckie (10,8%), „amerykańskie” (9,2%), angielskie (9%), irlandzkie (6,9%), afroamerykańskie (4%) i ukraińskie lub czeskie (3,9%).